# بوبا (سلالة حاسيدية)
عمکب پاپا أو بوبا (بالعبرية: קהלת יעקב פאפא) هي سلالة حاسيدية، سميت على الاسم اليديشي للمدينة الأصلية لهم (المعروفة في المجرية باسم بابا).
قبل الحرب العالمية الثانية، كان في بوبا مدرسة دينية، رُحِّل جميع أفرادها إلى معسكر اعتقال أوشفيتز، ولم ينجُ منهم إلا القليل. لم يعد هناك أي يهودي.
تتخذ المجموعة من ويليامزبرغ في بروكلين مقرًا لها. ولها فروع في حي بورو بارك في بروكلين ومونسي ونيويورك ولوس أنجلوس، وأوسينينغ في نيويورك. ويرأسها حاخام بوبا، الذي يتبعه آلاف الأشخاص.
تضم بوبا أكثر من 7,000 طالب مسجلين في مدارسها الدينية ومدارس البنات ومعسكراتها الصيفية وجماعاتها في ويليامزبيرج وبورو بارك ومونسي ومقاطعة ويستتشستر ونيويورك ومونتريال والقدس وأماكن أخرى. وهي الطائفة الثانية من حيث الحجم في ويليامزبيرج بعد ساتمار حسيديم، الذين يتشاركون معهم العديد من المرافق المجتمعية.

## النسب
- موشيه جرينوالد (1853–1910).
  - يعقوب يحزقيا غرينوالد الأول (1882-1941).
    - يوسف غرينوالد (1903–1984).
      - يعقوب يحزقيا غرينوالد الثاني (مواليد 1948)[1]

## معهد كيرياس بوبا وكيهلات يعقوب الحاخامي
كيرياس بوبا هي قرية في أوسينينج في نيويورك، أسسها يوسف جرينوالد. وهي تضم معهد كيهيلات ياكوف الحاخامي ومقبرة ومدرسة لأربع سنوات. كما يوجد أكثر من 800 طالب مسجلين في مدرسة الدراسات العليا "جيدولا"، التي تقع في حرم جامعي مساحته 140 فدانًا.